# Ung thư màng não mềm
Ung thư màng não mềm (còn gọi là di căn màng não mềm, viêm màng não ung thư, di căn màng não) là một biến chứng hiếm của ung thư, trong đó căn bệnh này lây lan từ vị trí khối u ban đầu tới các màng não bao quanh não và tủy sống, làm cho chúng bị viêm. Rối loạn này được Eberth ghi nhận vào năm 1870.
Nó xảy ra với các bệnh ung thư giống như lây lan đến hệ thống thần kinh trung ương. Các loại ung thư phổ biến nhất bao gồm các màng não mềm là ung thư vú, ung thư phổi, và u hắc tố vì họ có thể di căn đến các không gian dưới nhện  trong não trong đó cung cấp một môi trường tốt cho sự phát triển của tế bào ung thư di căn. Những cá nhân bị ung thư đã di căn đến một vùng não được gọi là fossa sau có nguy cơ mắc ung thư màng não mềm cao hơn.
Bệnh màng não mềm đang trở nên rõ ràng hơn vì bệnh nhân ung thư sống lâu hơn và nhiều hóa trị liệu không thể đạt được nồng độ đủ trong dịch tủy sống để tiêu diệt các tế bào khối u.

## Dịch tễ học
Tại Hoa Kỳ, 1 người8% bệnh nhân ung thư được chẩn đoán mắc bệnh màng não mềm, với khoảng 110.000 trường hợp mỗi năm. Tỷ lệ chính xác của bệnh màng não mềmrất khó để xác định, kể từ khi kiểm tra tổng tại khám nghiệm tử thi có thể bỏ qua những dấu hiệu của bệnh màng não mềm và kiểm tra bệnh lý vi có thể bình thường nếu nguồn lây bệnh vào nhiều vị trí hoặc nếu một khu vực bị ảnh hưởng của thần kinh trung ương được kiểm tra.